# Атхарваведа
«Атхарваве́да» (санскр. अथर्ववेद, IAST: Atharvaveda) — священный текст индуизма, одна из Вед, обычно располагающаяся на четвёртом месте в их нумерации. По индуистскому преданию, «Атхарваведа» была в основном составлена двумя риши, известными как Бхригу и Ангирас. Часть «Атхарваведы» приписывается другим риши, таким как Каушика, Васиштха и Кашьяпа. Сохранились две редакции (санскр. — шакхи) «Атхарваведы», известные как Шаунакия (АВШ) и Пайппалада (АВП). В обеих сохранившихся редакциях состоит из 20 книг, обычно называемых кандами («канда», IAST: kāṃḍa). В Атхарваведе сведены вместе множество заговоров: лечебных, ремесленных, промысловых, любовных, против демонов и т. д. Кроме того, здесь присутствуют гимны, исполнявшиеся с магическими целями.

## Название
«Атхарваведа» санскр. अथर्ववेद, IAST: atharvavéda — сложное слово: अथर्वन् IAST: atharvan — «древний риши», и वेद IAST: veda — «знание».
Первоначальное название Атхарваведы не включало в себя слова «веда». Это было «Атхарва» или «Атхарвангираса» (IAST: atharváṅgirasa) — название, состоящее из имен двух мифических родов: Атхарвана (IAST: Atharvān) и Ангираса (IAST: áṅgiras) (или с прилагательным — IAST: áṅgirasa «связанная с Ангирасами» — от того же родового имени этих полубожественных существ, мудрецов-риши, посредников между богами и людьми). По индийской традиции считается, что связь Атхарваведы с двумя родами — Атхарванами и Ангирасами — отражает двоякую природу заговоров этого собрания. Белую магию (заговоры, обращенные на достижение добра) связывают с Атхарванами, а черную магию (заговоры, обращенные на достижение зла) связывают с Ангирасами. Таким образом, Атхарваведа противостоит трем каноническим ведам и по характеру названия, и по содержанию, как текст магического назначения текстам собственно религиозного культа. Другие названия Атхарваведы: Бхригвангираса (bhrgvangirasa; bhrgu имя собственное класса мифологических персонажей, связанных с огнём) и Брахмаведа (brahmaveda; brahmân «главный жрец», также «знаток заклинаний») — явно более поздние.

## Значение
Принадлежа к самому раннему, ведийскому, периоду древнеиндийской литературы, этот памятник занимает особое место среди прочих Вед, отличаясь от них и по своему содержанию, и по тому ритуалу, который с ним связан. «Атхарваведа» уникальна в том отношении, что отражает те стороны жизни древнейших индийцев, память о которых исчезла бы навсегда, не будь она зафиксирована в этой Веде.
Другие Веды обращены к богам, подвиги которых они восхваляют. Они представляют высокую, иератическую поэзию и могут лишь косвенно отразить интересы и потребности людей того времени. «Атхарваведа» гораздо более непосредственно выражает нужды и желания ведийцев. В её заговорах и заклинаниях человек предстаёт в интимных аспектах своего существования. Именно из «Атхарваведы» мы узнаем о нём такие бытовые подробности, которые по своей малости не могли бы найти места в иератических гимнах. В «Атхарваведе» речь идёт обычно не о богах и мифах, а о человеке, его общественной и личной жизни, его болезнях и страхах и т. п. Это своего рода энциклопедия быта ведийских племён, из которой можно почерпнуть сведения и о помазании царя на царство, и о свадьбе или похоронах, и о постройке хижины, и о лечении больных.
Несомненно принадлежа к ядру ведийских писаний, «Атхарваведа» в некотором роде также представляет собой и независимую традицию, параллельную «Ригведе» и «Яджурведе».
Тексты джайнизма и буддизма более враждебны к «Атхарваведе», нежели к другим индуистским текстам (называя её Аггавана (IAST: Aggvāna) — ведой или на пали Ахавана (IAST: Ahavāna) — ведой). Они даже называют её неарийской Ведой, которую в варианте Пайппалады (IAST: paippalāda) придумали для человеческих жертвоприношений. Индуистские тексты также принимают жёсткую позицию, встречаются запреты на упоминание текстов атхарванов в контексте ведийской литературы, хотя некоторые полагают, что причина этого — то, что «Атхарваведа» по времени идёт последней. Сами по себе Атхарван-паришиштхас (IAST: Pariśiśhthas — дополнения) утверждают, что специальных жрецов школ Мауда (IAST: Mauda) и Джалада (IAST: Jalada) следует избегать. Утверждается даже, что женщины, связанные с атхарванами, могут страдать от абортов.
«Атхарваведа» так и не была признана канонической наиболее ортодоксальными брахманскими школами.

## Редакции
«Чаранавьюха», автором которой принято считать Шаунаку, перечисляет девять шакх, или школ, «Атхарваведы»:
1. Пайппалада (IAST: paippalāda)
2. Стауда (IAST: stauda)
3. Мауда (IAST: mauda)
4. Шаунакия (IAST: śaunakiya)
5. Джаджала (IAST: jājala)
6. Джалада (IAST: jalada)
7. Брахмавада (IAST: brahmavada)
8. Девадарша (IAST: devadarśa)
9. Чаранавидья (IAST: chāraṇavidyā)

Из них сохранились только редакции Шаунакия (АВШ) и Пайппалада (АВП). Главный текст Пайппалады считается более древним, чем главный текст Шаунакии, но оба они содержат также и поздние добавления и изменения. Часто порядок стихов в соответствующих гимнах разнится, иногда в гимнах встречаются стихи, которых нет в другой редакции. Те места, где обе сходятся, скорее всего, восходят к оригинальной версии.
Также в «Вишну-пуране» и «Ваю-пуране» можно найти несколько более древних школ, не перечисленных в «Чаранавьюхе»:
- Суманту (IAST: sumantu)
- Кабандха (IAST: kabandha)
- Кумуда (IAST: kumuda)
- Шаулкаяна (IAST: śaulkāyana)
- Бабхравья (IAST: babhravya)
- Мунджакеша (IAST: munjakeśa)
- Сайндхаваяна (IAST: saindhavāyana)
- Накшатракальпа (IAST: nakśatrakalpa)
- Шантикальпа (IAST: śāntikalpa)
- Самхитавидхи (IAST: saṃhitāvidhi)

По крайней мере некоторые из них развились в другие школы, упомянутые в списке Чаранавьюхи. Самхитавидхи, Шантикальпа и Накшатракальпа — это пять текстов «кальпа», добавленные к традиции Шаунакии и не образовавшие собственных отдельных школ.
Основываясь на тексте Пуран, мы можем предположить следующую историю развития редакций «Атхарваведы»:
```
IAST
: 
vyāsa parāśarya
 *

          |

       
IAST
: 
sumantu

          |
 
IAST
: 
kabandha ātharvan-añgirasa

          |
          +---- 
IAST
: 
pathya

          |        |

          |        +---- 
IAST
: 
kumuda

          |        |        | (?)

          |        |        +---- 
IAST
: 
jalada

          |        +---- 
IAST
: 
jājala

          |        +---- 
IAST
: 
śaunakiya

          |                 | 

          |
                 +---- 
IAST
: 
babhravya

          |                 | 

          |
                 +---- 
IAST
: 
saindhavāyana

          |                           | (?)

          |
                           +---- 
IAST
: 
munjakeśa

          +---- 
IAST
: 
devadarśa

                   |
                   +---- 
IAST
: 
mauda

                   +---- 
IAST
: 
paippalāda

                   |        | (?)

                   |        +---- 
IAST
: 
stauda

                   +---- 
IAST
: 
śaulkāyana

                   +---- 
IAST
: 
brahmavada

                            | (?)
                            +---- 
IAST
: 
chāraṇavidyā
```

- Вьяса — титул высшего гуру

Парасара — ведийский риши, автор Вишну Пураны.
Существуют два главных общеведийских текста, ассоциируемые с «Атхарваведой»: Вайтана-сутра (IAST: vaitāna sūtra) и Каушика-сутра (IAST: kauśika sūtra). Они служат той же цели, что и Видхана (IAST: vidhāna) Ригведы.
С «Атхарваведой» ассоциируются несколько Упанишад, но они, скорее всего, являются более поздним добавлением к традиции. Важнейшие среди них — Мундака (IAST: munḍaka и Прашна (IAST: praṣna). Первая содержит важные отсылки к Шаунаке (IAST: Śaunaka), основателю «Шаунакия Шакхи», вторая ассоциируется с «Пайппалада Шакхой».
На русский язык гимны Атхарваведы переведены и опубликованы российским индологом Т. Я. Елизаренковой в 1976 году (2-е изд. — 1995).

## Время создания
По мнению Т. Я. Елизаренковой, вопрос о времени создания Атхарваведы далёк от ясности, как и многие другие вопросы древнеиндийской хронологии; следует различать время кодификации Атхарваведы как всей совокупности составляющих её текстов, дошедших до Новейшего времени, и время создания отдельных её частей.
Текст Атхарваведы в редакции Шаунакии состоит из двадцати книг, вместивших в себе около 6000 стихов. Представлен очень поздними рукописями — не ранее чем XVII в. Расхождения между текстами разных рукописей и устных версий Атхарваведы многочисленны, например, искажены цитаты из Ригведы, непоследовательно передается обозначение древнего ведийского ударения (особенно в рукописях). Текст представлен в двух вариантах: сплошной («самхита» IAST: samhitâ) и разделенный на отдельные слова («падапатха» IAST: padapâtha), являющийся плодом усилий учёных-брахманов. Некоторые гимны не сопровождаются чтением падапатхи, что может свидетельствовать об их отсутствии в составе самхиты в то время, когда создавалась падапатха.
Текст Атхарваведы в редакции Пайппалады также состоит из двадцати книг, но объём больше, чем в редакции Шаунакии — около 6500 стихов.
Обнаружен немецким индологом Рудольфом фон Ротом в 1875 году. Рукопись, поступившая в распоряжение Рота, находилась в плохом состоянии: отсутствовало начало, текст содержал множество ошибок, ударение не фиксировалось. Была исполнена кашмирским письмом XVI в. на березовой коре (отсюда второе название Пайппалады — Кашмирская редакция).
Название «Пайппалада» упоминается в грамматиках Панини и Патанджали, цитаты из этого текста засвидетельствованы в ряде памятников ведийской литературы.
Пайппалада заметно отличается от Шаунакии и по содержанию, и по принципам аранжировки материала.
Около 1/8 текста Пайппалады оригинально по содержанию и не представлено ни в Шаунакии, ни в каком-либо другом ведийском памятнике. Оригинальные заговоры встречаются во всех семантических типах заговоров: против болезней, демонов, врагов, на долгую жизнь, прочную царскую власть и др. Некоторые части Шаунакии в Пайппаладе целиком отсутствуют, например «Книга мертвых» — XVIII книга в редакции Шаунакия.
В частях же, которые являются общими по содержанию для обеих редакций, полное тождество текста редко не только в пределах гимна, но и в пределах стиха. Как правило, бывают хотя бы небольшие смысловые различия, изводы. Кроме того, в этих двух редакциях стихи могут быть сгруппированы в иной последовательности в пределах одного гимна, а также иначе объединяться в гимны. Учитывая к тому же плохую сохранность текста Пайппалады, проверить текст Шаунакии по Пайппаладе оказывается весьма сложным делом.

## Версии происхождения

### Атхарваведа как отражение небрахманической традиции
Согласно одной из современных индийских теорий, которую приводит в своих трудах Т. Я. Елизаренкова, отличие Атхарваведы от остальных вед объясняется этнокультурными причинами.
В частности, высказано мнение о том, что в противоположность другим ведам, сложившимся в брахманическом круге, Атхарваведа была создана в среде вратьев (IAST: vrâtya), восхвалению которых посвящена пятнадцатая канда Атхарваведы. Неясное название «вратья», вызвавшее многочисленные толкования, индийский историк Р. К. Чоудхари считает названием племен, живших в восточной части Индии, а именно в Магадхе, и являвшихся ариями по происхождению (они представляли собой раннюю волну иммиграции, вытесненную на периферию более поздними пришельцами), но не причастных к брахманической религии. Вратья были первоначально кочевниками, промышлявшими набегами и охотой, они занимались магией и колдовством, из богов почитали прежде всего Рудру-Шиву, притом что исповедовали и фаллические культы — одним словом, они отличались от ведийских ариев и по своему социальному устройству, и по религии. Вратья с помощью очистительных обрядов (IAST: vrîîtyastoma) могли быть приобщены к брахманической религии, и, наоборот, за нарушение правил, предписываемых этой религией, отдельные лица могли быть изгнаны в среду вратьев. Постепенно происходила ассимиляция вратьев брахманическими ариями.
Атхарваведа в своей основе выражала, по мнению автора этой теории, культуру вратьев: заговоры черной и белой магии, культ Рудры-Шивы, пережитки фаллического культа, которые можно видеть в таком мифологическом образе, как Скамбха, наконец, прямое возвеличение вратьев в отдельной книге этой веды. Именно поэтому сторонники ортодоксальной религии долгое время считали Атхарваведу еретической и не допускали ее в число священных вед. Лишь постепенная брахманизация этого памятника дала возможность рассматривать его как четвертую веду.
Хотя эта теория (как и следующая из нее интерпретация отдельных мест Атхарваведы) является гипотетичной, нельзя исключить того, что отдельные части Атхарваведы или даже её ядро могли быть созданы вне брахманической среды.
В таком случае значение Атхарваведы возросло бы еще больше, поскольку она явилась бы самым ранним источником, отразившим следы небрахманической религиозной традиции в древней Индии.

## Важные моменты
- Связь данного собрания текстов со жрецами огня напрашивается: название «Атхарваведа» (atharvaveda «веда заклинаний» или «веда атхарванов») происходит от имени мифического жреца огня Атхарвана (atharvan «жрец огня», имя собственное родоначальника жрецов огня, имя собственное потомков Атхарвана); заговоры произносились обычно над огнем, в который совершались жертвенные возлияния. К жанру вед данное собрание было отнесено лишь позднее. Первоначально же существовали три веды: Ригведа (IAST: ṛgveda «веда гимнов»), Яджурведа (yajurveda «веда жертвенных формул») и Самаведа (IAST: sāmaveda «веда напевов»), из которых самой древней и самостоятельной является Ригведа, а две другие веды были ориентированы на нее. Все эти три «настоящие» веды связаны с ритуалом жертвоприношения сомы — растения, из сока которого приготовлялся напиток бессмертия богов—амрита (IAST: amṛta). В индийской традиции этот ритуал обозначается термином «шраута» (IAST: çrauta). Атхарваведа не имеет отношения к жертвоприношению сомы, этому центральному обряду ведийской религии, грандиозному, требовавшему участия многих разрядов жрецов. Ее сфера — ритуалы «грихья» (IAST: gṛhya), то есть домашние обряды, сосредоточенные вокруг домашнего очага. Таким образом, и обрядовая основа Атхарваведы отличает эту своеобразную четвертую веду от трех других «ортодоксальных» вед[2].
- «Атхарваведа» — первый индийский текст, связанный с медициной. Он определяет в качестве причин болезни живых агентов: например, ятудханья (IAST: yatudhānya), крими (IAST: kṛimi) и дурнама (IAST: durṇama). Атхарваны (IAST: atharvāns) отыскивают их и убивают с помощью лекарств, чтобы победить болезнь (см. XIX.34.9). Этот подход к болезни неожиданно продвинут по сравнению с тригуморальной теорией, разработанной в пураническом (IAST: puraṇic) периоде. Остатки оригинальных атхарванических мыслей всё ещё оставались в пураническом периоде, как мы можем видеть в медицинском трактате Сушруты (IAST: suṣruta) (Гаруда Пурана, карма канда (IAST: garuḍa purāṇa, karma kāṃḍa) — глава 164). Здесь, следуя атхарванской теории, пуранический текст считает микробов причиной проказы. В той же главе Сушрута также расширяет роль гельминтов в вызове заболеваний. Эти два высказывания могут быть прослежены назад вплоть до Атхарваведа-самхиты. Гимн АВ I.23-24 описывает заболевание проказой и рекомендует применять для лечения раджани аушадхи (IAST: rajanī auṣadhi). Из описания аушадхи (IAST: auṣadhi) как растения с чёрными стеблями и тёмными пятнами можно сделать вывод, что имеется в виду, скорее всего, лишайник со свойствами антибиотика. Таким образом, «Атхарваведа» может считаться первым текстом, содержащим записи об использовании антибиотиков.
- «Атхарваведа» также информирует нас о войне. Своё место в самхите (IAST: saṃhita) «Атхарваведы» находят многие приспособления, такие, как, например, стрела с каналом для яда (IAST: apāskambha) и яд из семян клещевины, отравленная сеть и ловушки с крюками, использование распространяющих болезни жуков и дымовых завес (например, гимны IX .9, IX.10, гимны тришамди (IAST: triśaṃdi) и ньярбуди (IAST: nyārbudi)). Эти отсылки к военным практикам и относящимся к ним ритуалам кшатриев (IAST: kśatriya) и послужили причиной формирования страшной репутации «Атхарваведы». Во время эры Махабхараты, последовавшей сразу после периода Атхарван (IAST: atharvān) часты были сравнения оружия и мантр героев. Возможно, это сравнение изначально означало применение смертельного оружия в соответствии с традицией атхарванов.
- Некоторые обычные и специальные ритуалы ариев составляют основное содержание «Атхарваведы», так же, как и трёх других вед. Главные ритуалы, раскрываемые «Атхарваведой», — свадьба в канде XIV и погребение в XVIII-й канде. Есть также гимны, специфичные для ритуалов «бхригу-агнираса» (IAST: bhṛigu-agnirasa), «вратья» (IAST: vṛātya) и «кшатрия» (IAST: kśatriya). Один из важнейших среди них — Вишасахи Врата (IAST: Viśhāsahi Vrata), исполняемый для призвания Индры (IAST: īṃdra) и Вишну (IAST: Viṣṇu) с мантрами XVII-й канды. Ритуалы «вратья» исполнялись теми, кто избрал кочевой аскетичный образ жизни и обычно посылался в соседние государства главой страны. Похоже, они сыграли определённую роль в сообщении и торговле с соседними государствами (например, можно сказать, что в духе «вратья» совершается путешествие Арджуны в княжество Яду, чтобы договориться с Субхадрой). Наконец, некоторые обряды направлены на порчу врагов — ритуалы и гимны Абхичарика (IAST: Abhichārika), особенно те из них, что включают в себя завершающие мантры XVI-й канды. Хотя подобные выдержки приводят в осуждение «Атхарваведы», не обойти то, что, по сути, они отражают некоторые другие гимны из Ригведы, равно как и правила Яджурведы (IAST: Yajuṣes). Более того, ритуалы Абхичарики (IAST: Abhichārika) были составной частью ведизма, об этом обширно свидетельствуют Брахманы (IAST: brāhmaṇa) — см. историю Явакрады (IAST: Yavakrdḍa) в Джайминия Брахмане (IAST: Jaiminiya brāhmaṇa). Так что «Атхарваведа» полностью укладывается в ведийскую традицию, пусть и сузив круг своих почитателей лишь до некоторых кланов жрецов огня. Развитие ритуалов Абхичарики (IAST: Abhichārika) к своей современной форме видно только в литературе видханы (IAST: vidhāna) и, по сути, началось в ригведийской традиции в форме Ригвидханы (IAST: ṛigvidhāna). Автор Ригвидханы (IAST: ṛigvidhāna) даёт отсылки к развитию похожих ритуалов в традиции «Атхарваведы» (ссылки на ритуалы «Агнираса Критья» — IAST: Agnirasa Krityā). Эти ритуалы достигли кульминации в Каушике (IAST: Kauśika) и «Вайтана-сутре» (IAST: Vaitana Sūtra) и в некоторых Паришиштхах (IAST: Pariśiśhtha) — дополнениях — к литературе атхарванов. Однако они сильно разошлись с современными гимнами, которые объявили себя скорее усовершенствованием атхарванской практики, нежели чем её изначальным видом. Несмотря на то, что в своей крайней форме атхарваническая Абхичарика (IAST: Abhichārika) угасла, она оказала большое влияние на индийскую культуру, выразившееся в пуранической форме огненного ритуала яги (варианты названий «яга», «ягья», «яджна» — IAST: yajña). Она также стала отправной точкой для усиления почитания таких божеств, как Кумара (Картикея) и Ганапати, вставших позже в центр индуистского ритуала.